# Прощальне звернення президента Ейзенхауера
Прощальне звернення президента Ейзенхауера (англ. Eisenhower's farewell address, також відоме як «Прощальне звернення до нації президента Ейзенхауера») було останнім публічним виступом Дуайта Ейзенхауера як президент Сполучених Штатів, вимовленим по телебаченню 17 січня 1961.

Насамперед, промова відома попередженням, що міститься в ній, про можливе отримання «військово-промисловим комплексом» необґрунтованого впливу в урядових колах.
Аж до останнього світового конфлікту, в якому ми взяли участь, Сполучені Штати не мали військової промисловості. Американські виробники плуга можуть, за потреби, виготовити і меч. Але ми більше не можемо ризикувати безпекою, імпровізуючи на ходу. Ми змушені були створити постійну військову промисловість величезних розмірів. Крім цього, три з половиною мільйони людей працюють на міністерство оборони. Наші щорічні витрати на оборону перевищують сукупний прибуток усіх американських компаній.
Цей альянс величезного військового відомства та великої військової промисловості є новим для американського життя. Його тотальний вплив — економічний, політичний і навіть духовний — відчувається у кожному місті, у кожній урядовій установі, у кожному офісі федерального уряду. І хоча ми визнаємо досконалу необхідність такого розвитку подій, ми не повинні недооцінювати всю серйозність наслідків. Це стосується нашої праці, ресурсів, основних засобів для існування, та й самого устрою нашого суспільства.

В урядових колах ми повинні чинити опір отриманню, навмисному чи ненавмисному, військово-промисловим комплексом необґрунтованого впливу. Імовірність руйнівного посилення такого впливу існує і існуватиме у майбутньому. Ми не повинні допускати, щоб цей альянс погрожував нашим свободам та демократичним процедурам. Ми нічого не повинні приймати на віру. Лише поінформоване та пильне громадянське суспільство зможе змусити цей союз великої промисловості та оборонного відомства відповідати нашим мирним методам та цілям з тим, щоб безпека та свобода могли співіснувати

Сам термін "військово-промисловий комплекс" ("military-industrial complex") введений у політичний лексикон саме в цій промові та в англомовній літературі продовжує використовуватися в контексті висловлених Ейзенхауером застережень. Крім того, мова містила попередження про корупцію науки через централізацію державного фінансування наукових досліджень. На думку Ейзенхауера, це може призвести до появи «науково-технічної еліти», яка буде здатна маніпулювати суспільством.
Перспектива потрапляння вчених у залежність від державного фінансування, влади грошей цілком реальна, і її слід сприймати з усією серйозністю. І як би шанобливо ми не ставилися до наукових досліджень, ми маємо серйозно сприймати й протилежну за характером загрозу, а саме, загрозу того, що державна політика стане заручницею інтересів науково-технічної еліти